# Alaimus arcuatus
Alaimus arcuatus is een rondwormensoort uit de familie van de Alaimidae.